# Amy Bowden
Amy Bowden (* 29. März 1993 in London) ist eine britische Theater- und Filmschauspielerin.

## Leben
Bowden stammt aus dem südöstlichen London. Sie gab 2015 ihr Fernsehdebüt in einer Episode der Mini-Fernsehserie Cradle to Grave. 2019 hatte sie eine Besetzung in dem Kurzfilm Let's Roll der unter anderen auf dem Edinburgh International Film Festival aufgeführt wurde. Im gleichen Jahr war sie in einer Episode der Mini-Fernsehserie A Christmas Carol in einer Nebenrolle zu sehen. Seit 2020 spielt sie in der Fernsehserie Doctors die Rolle der Abigail „Abz“ Baker. Zuvor war sie 2018 bereits in einer Episode der Fernsehserie in einer anderen Rolle zu sehen.

## Filmografie
- 2015: Cradle to Grave (Mini-Fernsehserie, Episode 1x07)
- 2015: Jekyll & Hyde (Mini-Fernsehserie, 4 Episoden)
- 2015: Catherine Tate's Nan (Fernsehserie, Episode 1x01)
- 2016: The Royals (Fernsehserie, Episode 2x09)
- 2016: The Silent Name (Kurzfilm)
- 2016: The Power of Souls (Kurzfilm)
- 2016: Cash Up (Kurzfilm)
- 2017: Howls (Kurzfilm)
- 2017: The Pugilist
- 2017: Home Alone (Fernsehserie, Episode 1x03)
- 2017: Our Little Haven
- 2018: The Nest (Kurzfilm)
- 2018: Vengeance
- 2018: Haunt (Kurzfilm)
- 2018: Doctors (Fernsehserie, Episode 19x146)
- 2019: Let's Roll (Kurzfilm)
- 2019: Year of the Rabbit (Mini-Fernsehserie, Episode 1x05)
- 2019: A Christmas Carol (Mini-Fernsehserie, Episode 1x01)
- seit 2020: Doctors (Fernsehserie)

## Theater
- 2013: The Spanish Tragedy (Lazarus Theatre Company)
- 2014: Keeping Up With The Joans (Greenwich Theatre)
- 2014: Mother Goose (Chipping Norton)
- 2014: City Boys (Southwark Playhouse)
- 2015: Germ Free Adolescent (Root Theatre)
- 2016: Finalist (Monologue Slam UK)
- 2017: 3 minute round finalist (Monologue Slam UK)
- 2017: Smart Home (Southwark Playhouse)
- 2017: Girl Boss (Southwark Playhouse)
- 2017: I Do (But) (Southwark Playhouse)